# (6716) 1990 RO1
(6716) 1990 RO1 è un asteroide della fascia principale. Scoperto nel 1990, presenta un'orbita caratterizzata da un semiasse maggiore pari a 2,789983 UA e da un'eccentricità di 0,058644, inclinata di 4,647164° rispetto all'eclittica. Ha un diametro di 15,985 km, un periodo di rotazione di 28,1578 ore e un'albedo di 0,052.
Fa parte della famiglia di asteroidi Hoffmeister.